# Chirixalus
A Chirixalus a kétéltűek (Amphibia) osztályába, a békák (Anura) rendjébe és az evezőbékafélék (Rhacophoridae) családjába tartozó nem. A nembe tartozó fajok Ázsiában honosak. Az ide tartozó fajok korábban a Chiromantis nembe tartoztak, majd később a nem szinonímái lettek. Önálló nem szintre 2020-ban emelték.

## Rendszerezés
A nembe az alábbi fajok tartoznak:
- Chirixalus baladika (Riyanto and Kurniati, 2014)
- Chirixalus cherrapunjiae (Roonwal and Kripalani, 1966)
- Chirixalus doriae Boulenger, 1893
- Chirixalus dudhwaensis Ray, 1992
- Chirixalus marginis (Chan, Grismer, Anuar, Quah, Grismer, Wood, Muin, and Ahmad, 2011)
- Chirixalus nauli (Riyanto and Kurniati, 2014)
- Chirixalus nongkhorensis (Cochran, 1927)
- Chirixalus punctatus Wilkinson, Win, Thin, Lwin, Shein, and Tun, 2003
- Chirixalus samkosensis (Grismer, Neang, Chav, and Holden, 2007)
- Chirixalus senapatiensis Mathew and Sen, 2009
- Chirixalus shyamrupus (Chanda and Ghosh, 1989)
- Chirixalus simus Annandale, 1915
- Chirixalus trilaksonoi (Riyanto and Kurniati, 2014)
- Chirixalus vittiger (Boulenger, 1897)